# Los pequeños asesinatos de Agatha Christie
Los pequeños asesinatos de Agatha Christie (en francés Les Petits Meurtres d’Agatha Christie) es una serie de televisión francesa transmitida por France 2 desde 9 de enero de 2009. En España la serie se emitió desde 2013 en La 2 y RTVCYL. En febrero de 2018 comenzó a emitirse en Paramount Channel España.

## Reparto temporada 1
| Actor/actriz      | Personaje          | Papel representado | Número de episodios | Año       |
| ----------------- | ------------------ | ------------------ | ------------------- | --------- |
| Antoine Duléry    | Jean Larosière     | Comisario          | 11                  | 2009–2012 |
| Marius Colucci    | Émile Lampion      | Inspector          | 11                  | 2009-2012 |
| Serge Dubois      | Ménard             | Policía            | 8                   | 2009-2012 |
| Olivier Carré     | Verdure            | Forense            | 5                   | 2010-2012 |
| Flore Bonaventura | Juliette Larosière | Hija de Larosière  | 2                   | 2010      |
| Alice Isaaz       | Juliette Larosière | Hija de Larosière  | 2                   | 2012      |

## Reparto temporada 2
| Actor/actriz       | Personaje         | Papel representado     | Número de episodios | Año           |
| ------------------ | ----------------- | ---------------------- | ------------------- | ------------- |
| Blandine Bellavoir | Alice Avril       | Periodista             | 24                  | 2013-presente |
| Samuel Labarthe    | Swan Laurence     | Comisario              | 24                  | 2013-presente |
| Élodie Frenck      | Marlène Leroy     | Secretaria             | 24                  | 2013-presente |
| Dominique Thomas   | Ernest Tricard    | Comisario jefe         | 24                  | 2013-presente |
| François Godard    | Robert Jourdeuil  | Redactor jefe          | 13                  | 2013-presente |
| Natacha Lindinger  | Euphrasie Maillol | Forense                | 4                   | 2015-2018     |
| Cyril Guei         | Timothée Glissant | Forense                | 10                  | 2016-presente |
| Françoise Fabian   | Alexina Laurence  | Madre de Swan Laurence | 1                   | 2013-?        |

## Pequeños asesinatos en familia(2006)
(En francés: Petits meurtres en famille) Adaptación de la novela Navidades trágicas. Esta miniserie precede a Los pequeños asesinatos de Agatha Christie, y en ella ya encontramos a Jean  Larosière y Emile Lampion, protagonistas de la primera temporada.
- Nº de episodios: 4
- Duración: 90 min.

## Temporada 1 (2009/2012)
La acción ocurre en los años 30.
Episodios :
- 1. El misterio  de la guía de ferrocarriles (Les meurtres ABC inspirado en The A.B.C. Murders)
- 2. Inocencia trágica (Am stram gram basado en  Ordeal by Innocence)
- 3. El caso de los anónimos (La plume empoisonnée basado en The Moving Finger)
- 4. Peligro inminente (La maison du péril basado en Peril at End House)
- 5. El gato en el palomar (Le chat et les souris basado en Cat Among the Pigeons)
- 6. Un triste ciprés (Je ne suis pas coupable basado en Sad Cypress)
- 7. Cinco cerditos (Cinq petits cochons basado en Five Little Pigs)
- 8. Pleamares de la vida (Le flux et le reflux basado en Taken at the Flood)
- 9. Un cadáver en la alcoba (Un cadavre sur l'oreiller basado en  The Body in the Library)
- 10. Un crimen dormido (Un meurtre en sommeil basado en Sleeping Murder)
- 11. El cuchillo en la nuca (Le couteau sur la nuque basado en Lord Edgware Dies)

## Temporada 2 (2013-2019)
La acción ocurre en los años 50 y en los años 60.
Episodios : 
- 1. El truco de los espejos (Jeux de glaces, basado en la novela  They do it with mirrors  [ El truco de los espejos  ])
- 2. Asesinato al champagne (Meurtre au champagne basado en la novela Sparkling Cyanide [ Cianuro espumoso ])
- 3. El testigo mudo (Témoin Muet, basado en la novela Dumb Witness [ El testigo mudo ])
- 4. ¿Por qué no Martín? (Pourquoi pas Martin?, basado en la novela Why Didn't They Ask Evans? [ La trayectoria del bumerán ])
- 5. Asesinato en la Kermés (Meurtre à la Kermesse, basado en la novela Hallowe'en Party [ Las manzanas ])
- 6. Cartas sobre la mesa (Cartes sur table, basado en la novela Cards on the Table [ Cartas sobre la mesa ])
- 7. El crimen no compensa (Le crime ne paie pas, basado en la novela The Murder on the Links [ Asesinato en el campo de golf ])
- 8. ¿Es fácil matar? (Un meurtre est-il facile?, basado en la novela Murder is Easy [ Matar es fácil ])
- 9. Pensión Vanilos (Pension Vanilos basado en la novela Hickory Dickory Dock [ Asesinato en la calle Hickory ])
- 10. La Señora McGinty  ha muerto (Mademoiselle McGinty est morte, basado en la novela Mrs McGinty's Dead [ La señora McGinty ha muerto ])
- 11. Murder party (basado en la novela A murder is announced [ Se anuncia un asesinato ])
- 12. El extraño secuestro de Bruno (L'Étrange enlèvement du petit Bruno basado en The Adventure of Johnnie Waverly [ La aventura de Johnnie Waverly ])
- 13. El misterio del caballo pálido (Le cheval pâle, basado en la novela The Pale Horse [ El misterio de Pale Horse ])
- 14. El caso Protheroe (L'affaire Protheroe, basado en la novela The Murder at the Vicarage [ Muerte en la vicaría ])
- 15. El misterio caso de Styles (La mystérieuse affaire de Styles The Mysterious Affair at Styles [ El misterioso caso de Styles ])
- 16. Albert Major hablaba demasiado (Albert Major parlait trop, basado en la novela A Caribbean Mystery [ Misterio en el Caribe ])
- 17. El espejo se rompió (Le miroir se brisa, basado en la novela The Mirror Crack'd from Side to Side [ El espejo se rajó de lado a lado ])
- 18. El hombre del traje marrón (L'homme au complet marron basado en The Man in the Brown Suit [ El hombre del traje marrón ])
- 19. Crímenes de alta costura (Crimes haute couture, basado en Third Girl [ La tercera muchacha ])
- 20. Crimen navideño (Le crime de noël -Historia original- no basada en una novela de Agatha Christie)
- 21. Tragedia en tres actos (Drame en trois actes basado en Three Act Tragedy [ Tragedia en tres actos ]])
- 22. Asesinatos en rebajas (Meurtres en solde, basado en Hercule Poirot's Christmas [ Navidades trágicas ])
- 23. Melodía mortal (Mélodie Mortelle inspirado en The Sittaford Mystery [ El misterio de Sittaford ])
- 24. Ding dang dong (Ding, dingue, dong basado en Evil Under the Sun [ Maldad bajo el sol ])
- 25. L'Heure Zéro - (La hora cero basado en la novela Hacia cero [ Towards Zero ]
- 26. Rendez-vous avec la mort - Cita con la muerte basado en la novela Appointment with Death [ Cita con la muerte ]
- 27. Un cadáver en el desayuno - Un cadavre au petit déjeuner - Comedia musical- no basada en una novela de Agatha Christie)

## Rodaje
En 2013, la serie anuncia el fin de la temporada 1 y empieza una nueva temporada con nuevos actores. La época también cambia en la nueva temporada. En la temporada 1, la acción ocurre en los años 30 mientras que en la temporada 2, la acción ocurre en los años 60.  
Desde 2013, se filman  cuatro episodios al año para la segunda temporada : dos episodios entre abril y junio; y otros dos episodios entre octubre y diciembre.

## Comentario
Blandine Bellavoir (Alice Avril) interpretó un papel en el episodio 9 de la temporada 1, "Pleamares de la vida". Su personaje se llamaba 'Albertine'.
Elodie Frenck (Marlène) interpretó dos papeles en el episodio 9 de la temporada 2, "Pensión Vanilos" : Marlène y la hermana de Marlène (Solange)
Samuel Labarthe (Comisario Laurence) interpretó también dos papeles en el episodio 21 de la temporada 2, "Tragedia en tres actos" : Comisario Laurence y el profesor de teatro Herbert Michel. 
En el episodio 22 de la temporada 2, "Asesinatos en rebajas", Alexandre Labarthe, el proprio hijo de Samuel Labarthe, interpretó un papel : el de "Thierry".
Según un artículo, la serie va a hacer 'un cruce' que unirá las dos temporadas.Se tratará del episodio 27 de la temporada 2 : "Tout a une fin". Un episodio dónde Antoine Duléry (Larosière-temporada 1) interpretará el sobrino de Larosière.